# إيفيتا بوتالوفا
إيفيتا بوتالوفا (ولدت في 24 مارس 1988 في تشيكوسلوفاكيا) عداء سلوفاكية متخصصة في سباق 400 متر. مثلت بلدها في بطولة الألعاب الرياضية الأوروبية في عام 2014 والبطولة الأوروبية للألعاب الرياضية في الأماكن المغلقة عام 2015. أفضل رقم شخصية سجلته 52.84 ثانية في سباق 400 متر.

## روابط خارجية
- إيفيتا بوتالوفا على موقع الاتحاد الدولي لألعاب القوى (الإنجليزية)
- إيفيتا بوتالوفا على موقع الدوري الماسي (الإنجليزية)
- إيفيتا بوتالوفا على موقع اللجنة الأولمبية الدولية (الإنجليزية)
- إيفيتا بوتالوفا على موقع أوليمبيديا (الإنجليزية)